# Ormyrus striatus
Ormyrus striatus is een vliesvleugelig insect uit de familie Ormyridae. De wetenschappelijke naam is voor het eerst geldig gepubliceerd in 1907 door Cameron.